# Joe Skipper
Pour les articles homonymes, voir Skipper (homonymie).
Joe Skipper, né le 25 mars 1988 à Lowestoft est un triathlète professionnel anglais vainqueur sur triathlon Ironman.

## Palmarès triathlon
Le tableau présente les résultats les plus significatifs (podium) obtenus sur le circuit national et international de triathlon depuis 2011,.
| Année | Compétition                                             | Pays             | Position           | Temps           |
| ----- | ------------------------------------------------------- | ---------------- | ------------------ | --------------- |
| 2021  | Ironman Royaume-Uni                                     | Royaume-Uni      | Médaille d'or      | 8 h 42 min 59 s |
| 2019  | Ironman Floride                                         | États-Unis       | Médaille d'or      | 7 h 46 min 28 s |
| 2018  | Ironman Royaume-Uni                                     | Royaume-Uni      | Médaille d'or      | 7 h 55 min 34 s |
| 2017  | Championnat d'Europe longue distance                    | Pays-Bas         | Médaille d'or      | 7 h 59 min 39 s |
| 2017  | Challenge Roth                                          | Allemagne        | Médaille d'argent  | 8 h 3 min 0 s   |
| 2016  | Challenge Galway                                        | Irlande          | Médaille d'argent  | 3 h 55 min 11 s |
| 2016  | Challenge Roth                                          | Allemagne        | Médaille d'argent  | 7 h 56 min 23 s |
| 2016  | Ironman Nouvelle-Zélande                                | Nouvelle-Zélande | Médaille d'argent  | 8 h 9 min 37 s  |
| 2015  | Championnats du monde de triathlon longue distance      | Suède            | Médaille de bronze | 4 h 55 min 10 s |
| 2015  | Ironman Royaume-Uni                                     | Royaume-Uni      | Médaille de bronze | 8 h 55 min 38 s |
| 2015  | Ironman Texas                                           | États-Unis       | Médaille d'argent  | 8 h 16 min 26 s |
| 2014  | Challenge Weymouth                                      | Royaume-Uni      | Médaille d'or      | 7 h 49 min 3 s  |
| 2014  | Ironman Royaume-Uni                                     | Royaume-Uni      | Médaille d'argent  | 8 h 48 min 12 s |
| 2013  | Ironman Royaume-Uni                                     | Royaume-Uni      | Médaille de bronze | 8 h 51 min 49 s |
| 2011  | Championnats britanniques de triathlon moyenne distance | Royaume-Uni      | Médaille d'or      | 4 h 4 min 16 s  |